# 23754 Rachnareddy
23754 Rachnareddy è un asteroide della fascia principale. Scoperto nel 1998, presenta un'orbita caratterizzata da un semiasse maggiore pari a 2,3206692 au e da un'eccentricità di 0,1862933, inclinata di 3,73912° rispetto all'eclittica.
L'asteroide è dedicato alla studentessa statunitense Rachna Beeravolu Reddy.